# Nenzische Sprache
Die nenzische Sprache (hist.: jurakische Sprache) ist eine der samojedischen Sprachen. Diese bilden gemeinsam mit den finno-ugrischen Sprachen die uralische Sprachfamilie. Die nenzische Sprache teilt sich in die Sprachvarietäten des Wald-Nenzischen und des Tundra-Nenzischen.
Nenzisch wird im nördlichen Osteuropa und in Nordasien von den Nenzen, einer teilweise nomadischen und rentierhaltenden Bevölkerung der Tundra und nördlichen Taiga gesprochen.
Die erst 1993 durch Marija Barmitsch verschriftete Sprache der Wald-Nenzen und die verschriftete Sprache der Tundra-Nenzen sind wechselseitig verständlich.

## Status, Verbreitung, Sprecherzahl

### Status und Sprecherzahl
Gesprochen wird die nenzische Sprache – neben der russischen Amtssprache – im Autonomen Kreis der Nenzen, im Autonomen Kreis der Jamal-Nenzen und im Autonomen Kreis Taimyr (Dolgano-Nenzischer Autonomer Kreis).
In Gebrauch könnte sie auch noch auf der zur Oblast Murmansk gehörenden Halbinsel Kola und im Norden des Autonomen Kreises der Chanten und Mansen sein. Nach Angaben von 2003 (Finno-ugorski westnik Nr. 29) wird sie von 24.000 Menschen gesprochen.
Für 1990 wurde angegeben, dass 77,1 % der 34.665 Nenzen Nenzisch als Erstsprache sprechen (offizielle russische Statistik). Nach der russischen Volkszählung von 2010 beträgt die gesamte nenzische Population 44.640 Menschen, wobei 2.000 von ihnen Wald-Nenzen sind.

### Geographie des Tundra-Nenzischen
Das Gebiet des Tundra-Nenzischen erstreckt sich über die nördliche russische Tundra. Im Westen über die Ostküste des Weißen Meeres, bis zu den Nebenflüssen im Unterlauf des Jenissei im Osten. Im Norden erstreckt es sich vom Arktischen Ozean bis zur Nordgrenze der Waldzone im Süden.

### Geographie des Wald-Nenzischen
Das Gebiet des Wald-Nenzischen erstreckt sich über die Waldtundra und Taiga entlang der Flüsse Pur und Agan. Zudem sind Sprecher auch im Gebiet des Numto-Sees im Autonomen Kreis der Chanten und Mansen/Jugra zu finden.

### Status und Verbreitung
Das Nenzische ist unter den Sprachen der indigenen Völker des russischen Nordens insofern ein Sonderfall, als es noch nicht akut vom Aussterben bedroht ist. Dies liegt in erster Linie an der vollnomadischen Rentierhaltung der Tundra-Nenzen, in der allein auf der Halbinsel Jamal ca. 5.000 Menschen ganzjährig tätig sind. Die Wald-Nenzen halten kleinere Rentierherden für den Transport und betreiben nebenbei traditionellen Fischfang und Jagd. Innerhalb der nomadischen Gemeinschaften stellt das Nenzische die dominierende Verkehrssprache dar. Ein Verschwinden des Nomadismus, etwa infolge von Öl- und Gasförderung würde also die Überlebenschancen der Sprache drastisch verschlechtern.

## Dialektgruppen
Die Grenzen der Dialektgruppen stimmen meist mit den natürlich geografischen sowie den Grenzen traditioneller Nomadengebiete überein.

### Tundra-Nenzisch
Die Dialekte des Tundra-Nenzischen sind relativ homogen und können normalerweise beidseitig verstanden werden.
- Der fernwestliche Dialekt liegt um die Kanin-Halbinsel hin zum Fluss Indiga.
- Der westliche Dialekt liegt im Bereich vom Fluss Indiga bis zum Fluss Pechora.
- Der zentrale Dialekt wird im östlichen Teil der autonomen Region der Nenzen gesprochen.
- Der östliche Dialekt erstreckt sich von den östlichen Hängen des Uralgebirges bis hin zur Halbinsel Jamal.
- Der fernöstliche Dialekt erstreckt sich vom westlichen Teil der Halbinsel Gydan bis zum westlichen Teil der Halbinsel Taimyr und dem Unterlauf des Flusses Jenissei.

### Wald-Nenzisch
Aufgrund der geographischen Trennung sind die Unterschiede zwischen den Dialekten des Wald-Nenzischen recht deutlich, vor allem im phonetischen Bereich. Trotz der Unterschiede sind die Dialekte gegenseitig verständlich.
- Der Pur-Dialekt ist zu finden am Ober-, Mittel- sowie teilweise am Unterlauf des Flussbeckens Pur.
- Der Agan-Dialekt wird entlang der Flüsse Agan und Amputa gesprochen.
- Der Numto-Dialekt liegt im Bereich des Numto-Sees sowie des Oberlaufs des Flusses Kasym.[2]

## Schriftsprache
Das Nenzische ist die einzige samojedische Schriftsprache. Um 1895 schufen russisch-orthodoxe Missionare die erste Schrift und veröffentlichten eine Grammatik und eine Fibel. Aber erst die 1932 geschaffene Schriftsprache begann sich zu etablieren. Zunächst wurde mit lateinischen Buchstaben, seit 1937 in kyrillischer Schrift geschrieben. Seither hat sich neben der mündlichen Überlieferung eine kleine Literatur in dieser Sprache entwickelt.
Modernes nenzisches Alphabet:
| А а | Б б | В в | Г г | Д д | Е е | Ё ё | Ж ж |
| З з | И и | Й й | К к | Л л | М м | Н н | Ӈ ӈ |
| О о | П п | Р р | С с | Т т | У у | Ф ф | Х х |
| Ц ц | Ч ч | Ш ш | Щ щ | Ъ ъ | Ы ы | Ь ь | Э э |
| Ю ю | Я я | ʼ   | ʼʼ  |     |     |     |     |

## Phonetik

### Tundra-Nenzisch
Das Phoneminventar des Tundra-Nenzischen umfasst 10 Vokale und 27 Konsonanten.

#### Vokale
Das Vokalinventar setzt sich aus ‚einfachen‘ Vokalen zusammen (/i u e o ɑ/), welche in jeder beliebigen Position auftreten können. Wobei betonte, nicht-geschlossene Vokale (/e o ɑ/) relativ lang ausgesprochen werden.
Drei weitere Vokale können als ‚gedehnt‘ klassifiziert werden, zwei Monophthonge (/iː uː/) und ein Diphthong (/æː/). Diese werden lang oder halb-lang ausgesprochen und kommen nur in der Anfangssilbe des Wortes vor.
Ein letzter Vokal gilt als ‚reduziert‘ (/ʌ/) und wird nur in betonten Silben verwendet.
Das Nenzische besitzt zudem ein Phonem, welches als ‚Schwa‘ oder ‚reduziert‘ (/°/) bezeichnet wird. Es kommt nur in unbetonten Silben vor.

#### Konsonanten
|                        | bilabial nicht-palatalisiert | bilabial palatalisiert | dental nicht-palatalisiert | dental palatalisiert | velar | glottal   |
| ---------------------- | ---------------------------- | ---------------------- | -------------------------- | -------------------- | ----- | --------- |
| Stimmhafter Plosiv     | /p/                          | /pj/                   | /t/                        | /tj/                 | /k/   | /ʔ1/ /ʔ2/ |
| Stimmloser Plosiv      | /b/                          | /bj/                   | /d/                        | /dj/                 |       |           |
| Nasale                 | /m/                          | /mj/                   | /n/                        | /nj/                 | /ŋ/   |           |
| Vibrant                |                              |                        | /r/                        | /rj/                 |       |           |
| Affrikate              |                              |                        | /t͡s/                       | /t͡sj/                |       |           |
| Frikative              |                              |                        | /s/                        | /sj/                 | /x/   |           |
| Approximanten          | /w/                          |                        |                            | /j/                  |       |           |
| Laterale Approximanten |                              |                        | /l/                        | /lj/                 |       |           |

Der erste glottale Plosiv (/ʔ1/) kann nicht nasaliert werden, wobei der zweite (/ʔ2/) nasaliert werden kann. Beide werden gleich ausgesprochen, tauchen aber in jeweils anderen Positionen im Wort auf.

### Wald-Nenzisch
Das Phoneminventar des Wald-Nenzischen umfasst 13 Vokale und 24 Konsonanten.

#### Vokale
Das Vokalinventar hier setzt sich aus 6 langen Vokalen zusammen, 5 davon sind Monophthonge (/iː eː ɑː oː uː/) und einer ein Diphthong (/æː/).
Zudem finden sich auch 6 kurze Vokale, 5 davon wieder Monophthonge (/i ɑ u e o/) sowie ein Diphthong (/æ/).
Alle kurze und langen Vokale können in betonten Silben auftauchen, in unbetonten Silben tauchen lediglich (/i ɑ æ u/) auf und der Längenkontrast wird neutralisiert.
Ein Vokal (/°/) gilt als reduziert. Dieser kann in unbetonten Silben auftauchen und verhält sich ähnlich zu demselben Vokal im Tundra-Nenzischen.

#### Konsonanten
|                       | bilabial nicht-palatalisiert | bilabial palatalisiert | dental nicht-palatalisiert | dental palatalisiert | velar nicht-palatalisiert | velar palatalisiert | glottal |
| --------------------- | ---------------------------- | ---------------------- | -------------------------- | -------------------- | ------------------------- | ------------------- | ------- |
| Nasal                 | /m/                          | /mj/                   | /n/                        | /nj/                 | /ŋ/                       | /ŋj/                |         |
| Plosive               | /p/                          | /pj/                   | /t/                        | /tj/                 | /k/                       | /kj/                | /ʔ1/    |
| Frikativ              | /β/                          | /βj a/                 | /s/                        | /sj/                 | /x/                       | /xj/                |         |
| Lateraler Frikativ    |                              |                        | /ɬ/                        | /ɬj/                 |                           |                     |         |
| Approximant           |                              |                        |                            | /j/                  |                           |                     |         |
| Lateraler Approximant |                              |                        | /l/                        | /lj/                 |                           |                     |         |

Im Wald-Nenzischen findet sich nur ein glottaler Plosiv (/ʔ1/).

## Morphologie
Wald- und Tundra-Nenzisch verfügen über erhebliche Unterschiede in der Morphologie sowie teilweise auch in den dialektalen Varietäten.

### Derivation
Im Wald- sowie Tundra-Nenzischen erfolgt die Derivation über Suffigierung von passenden Morphemen. Beide Varietäten verfügen über einen relativ großen Bestand an Derivationsmorphemen, dennoch ist das Gebiet der Derivation ein noch zu wenig erforschtes. Dies ist vor allem im Wald-Nenzischen der Fall.

### Wortstämme
Sowohl Wald- als auch Tundra-Nenzisch verfügen über zwei funktionell unterschiedliche Typen von Wortstämmen.
Die primären Stämme können sowohl in nicht-flektierten Formen auftreten sowie auch als Basis für künftige Flexion und Derivation dienen. Die Hauptarten dieser Stammart enden in einem Fall in einem Vokal oder einem Konsonanten. Der Unterschied zwischen beiden liegt in der Art des Suffixes, welches angehängt werden kann, sowie auch in Unterschieden in der Sekundärstamm-Bildung. In den vokalfinalen Stämmen finden sich weitere Unterkategorien, basierend auf der Silbenanzahl. In den konsonantenfinalen Stämmen lassen sich die jeweiligen Unterkategorien durch die Endungen unterscheiden. In diesem Fall also einer Endung durch einen glottalen Plosiv oder einen anderen Konsonanten.
Die sekundären Stämme sind das Ergebnis einer Derivation der primären Stämme und können lediglich in bestimmten morphologischen Umgebungen auftreten und nur flektiert werden. Die Derivationsmuster dieser sekundären Stämme variieren abhängig vom Typen des Primärstamms, sowie auch des Anfangslauts des folgenden Suffixes. Der sekundäre Stamm eines Nomens lässt sich im Akkusativ des Plurals finden und dient als Basis für weitere Flexion. Der sekundäre Stamm eines Verbs verfügt über mehrere Unterkategorien basierend auf grammatischen Merkmalen wie der Konjugation, der Person und Anzahl der Subjekte, der Anzahl der Objekte, des Tempus sowie auch des Modus.

#### Tundra-Nenzisch
Im Tundra-Nenzischen sind die Haupttypen des sekundären Verbstamms der generelle finite Stamm, welcher im indikativen nicht-Futur oder in der Vergangenheit der Subjektkonjugation verwendet wird. Zudem wird er auch im Jussiv verwendet. Der andere Typ umfasst den speziellen finiten Stamm, welcher als Basis für die Flexion in der reflexiven Konjugation dient sowie auch in der Plural-Objektkonjugation.

#### Wald-Nenzisch
Das Wald-Nenzische wurde bis jetzt noch nicht weitgehend untersucht. Es werden jedoch sowohl Ähnlichkeiten als auch Unterschiede zum Tundra-Nenzischen erwartet.

### Nominalflexion
Am Nomen kann der Kasus, der Numerus, der Possessor sowie auch die Kategorie des Prädestinativs markiert werden. Die Reihenfolge der Suffigierung ist die folgende:
Wortstamm – (Klitikon) – (Prädestinatives Suffix) – Numerus/Kasus Suffix – (possessiver Suffix)

#### Numerus
Im Nenzischen finden sich Singular-, Dual- und Pluralformen.
In beiden Varietäten stehen Nomen, welche bereits mit einer Ziffer quantifiziert wurden, im Singular. Objekte, welche als Paar vorkommen, werden grundsätzlich mit einem Pluralmarker suffigiert.

##### Dual
Im Tundra-Nenzischen finden sich die nicht-possessive Dualmarkierung /-x°ʔ2/ und die possessive Dualmarkierung /-xʌju/.
Im Wald-Nenzischen finden sich die nicht-possessive Dualmarkierung /-x°ŋ/ und die possessive Dualmarkierung /-xɑjo/.
Sowohl Genitiv- als auch Akkusativformen in der Dualform sind in beiden Variationen identisch zum Nominativ des Duals. Im Lokativ werden anstatt dualer Formen periphrastische Konstruktionen verwendet, welche mithilfe von Postpositionen markiert werden.
Die Postposition im Tundra-Nenzischen: /njɑ/.
Die Postposition im Wald-Nenzischen: /njɑː/.
Sie werden im jeweiligen Lokativ flektiert.

##### Plural
Im Tundra-Nenzischen ist der nichtpossessive nominative Pluralmarker /-ʔ1/.
Im Wald-Nenzischen wird der nichtpossessive Nominative Plural bei mit glottalem Plosiv endenden Stämmen (/ʔ/) durch eine Verlängerung des Vokals in der finalen Silbe markiert. Die restlichen Stämme (siehe oben) werden mit einem glottalen Plosiv markiert /ʔ-/.

#### Kasus
In beiden Varietäten finden sich drei grammatische Kasus: Nominativ, Genitiv und Akkusativ. Zudem sind auch vier Ortskasus (oder Lokativ) vorhanden: Dativ, instrumentaler Lokativ, Ablativ und Prolativ.
Die Bildungen des Akkusativ-Plurals sowie des Genitiv-Plurals variieren je nach Stamm und wurden deswegen in den folgenden Tabellen generalisiert.
Einige wenige semantische und syntaktische Unterschiede treten zwischen den Tundra- und Waldvarietäten auf. Beispielsweise treten Genitivsubjekte in einem nicht-finiten Kontext im Tundra-Nenzischen zwar nicht sehr häufig auf, existieren jedoch. Und obwohl diese Verwendung des Genitivs im Tundra-Nenzischen gezeigt werden konnte, findet sich keine vergleichbare Verwendung im Wald-Nenzischen.
Der Nominativ wird generell für das finite oder nicht-finite Subjekt einer Phrase verwendet. Nominativobjekte können auch in Imperativphrasen auftauchen.
Der Akkusativ markiert in finiten und nicht-finiten Sätzen, direkte Objekte.
Der Dativ kodiert das Ziel oder den Endpunkt einer Handlung, oder den Handlungsempfänger. Zusätzlich kodiert er die aus einer vorherigen Bewegung resultierende Position/Ursache/Distribution/Zeitspanne/Komplement eines Emotionswahrnehmungsverbs.
Der instrumentale Lokativ kodiert Position/Instrument/Transportart/Grund.
Der Ablativ zeigt den Startpunkt einer Bewegung oder eines Transfers. Zudem kann er auch im metaphorischen Sinne verwendet werden, Ursprung angeben, sowie Ursache und einen Vergleichsstandard kodieren.
Der Prolativ enkodiert die Route einer Handlung oder eines Transfers sowie eine Art und Weise oder Korrelation.

##### Tundra-Nenzisch
|           | Singular          | Dual    | Plural                                                   |
| --------- | ----------------- | ------- | -------------------------------------------------------- |
| Nominativ | /-∅/              | /-x°ʔ2/ | /-ʔ1/                                                    |
| Akkusativ | /-m/              | /-x°ʔ2/ | Akkusativ Plural Stamm                                   |
| Genitiv   | /-ʔ2/             | /-x°ʔ2/ | Akkusativ Plural Stamm + /-ʔ1/                           |
| Dativ     | /-n°ʔ2/ ~ /-t°ʔ2/ | --      | /-x°ʔ1/                                                  |
| Lokativ   | /-xʌn(j)ɑ/        | --      | /-xʌʔ1n(j)ɑ/                                             |
| Ablativ   | /-xʌd°/           | --      | /-xʌʔ1t°/                                                |
| Prolativ  | /-m(ʌ)n(j)ɑ/      | --      | /-ʔ1m(ʌ)n(j)ɑ/ ~ Akkusativ Plural Stamm + /-ʔ1m(ʌ)n(j)ɑ/ |

##### Wald-Nenzisch
|           | Singular      | Dual   | Plural                                                 |
| --------- | ------------- | ------ | ------------------------------------------------------ |
| Nominativ | /-∅/          | /-x°ŋ/ | /-ʔ/ ~ /-∅/                                            |
| Akkusativ | /-m/          | /-x°ŋ/ | Akkusativ Plural Stamm                                 |
| Genitiv   | /-ŋ/ ~ /-∅/   | /-x°ŋ/ | Akkusativ Plural Stamm + /-ʔ/                          |
| Dativ     | /-n°/ ~ /-t°/ | --     | /-x°ʔ/                                                 |
| Lokativ   | /-xɑn(j)ɑ/    | --     | /-xɑʔ1n(j)ɑ/                                           |
| Ablativ   | /-xɑt°/       | --     | /-xɑʔt°/                                               |
| Prolativ  | /-m(ɑ)n(j)ɑ/  | --     | /-ʔm(ɑ)n(j)ɑ/ ~ Akkusativ Plural Stamm + /-ʔm(ɑ)n(j)ɑ/ |

#### Possessivflexion
Die possessive Suffigierung zeigt die Person sowie die Nummer des Possessors. Insgesamt finden sich 3 Sets von diesen: für den Nominativ im Singular, den Akkusativ im Singular sowie für die restlichen Formen. Diese possessiven Suffixe werden mit den regulären Kasus-Suffixen kombiniert.

##### Tundra-Nenzisch
| Kasus              | Person | Singular                  | Dual           | Plural        |
| ------------------ | ------ | ------------------------- | -------------- | ------------- |
| Nominativ Singular | 1.     | /-mji/ ~ /-mjiʔ2/ ~ /-w°/ | /-mjiʔ2/       | /-mɑʔ1/       |
| Nominativ Singular | 2.     | /-r°/                     | /-rjiʔ2/       | /-rɑʔ1/       |
| Nominativ Singular | 3.     | /-tɑ/                     | /-tjiʔ2/       | /-toʔ2/       |
| Akkusativ Singular | 1.     | /-mji/ ~ /-mjiʔ2/ /-w°/   | /-mjiʔ2/       | /-mɑʔ1/       |
| Akkusativ Singular | 2.     | /-t°/                     | /-tjiʔ2/       | /-tɑʔ1/       |
| Akkusativ Singular | 3.     | /-tɑ/                     | /-tjiʔ2/       | /-toʔ2/       |
| Restlichen Formen  | 1.     | /-nji/~ /-ʔ2/ /-njiʔ2/    | /-njiʔ2/       | /-nɑʔ1/       |
| Restlichen Formen  | 2.     | /-ʔ2/ /-t°/               | /-ʔ1/ /-tjiʔ2/ | /-ʔ1/ /-tɑʔ1/ |
| Restlichen Formen  | 3.     | /-ʔ2/ /-tɑ/               | /-ʔ1/ /-tjiʔ2/ | /-ʔ1/ /-toʔ2/ |

##### Wald-Nenzisch
| Kasus              | Person | Singular | Dual    | Plural    |
| ------------------ | ------ | -------- | ------- | --------- |
| Nominativ Singular | 1.     | /-j/     | /-j/    | /-mɑʔ/    |
| Nominativ Singular | 2.     | /-ɬ°/    | /-ɬj/   | /-ɬɑʔ/    |
| Nominativ Singular | 3.     | /-tɑ/    | /-tj/   | /-tuːŋ/   |
| Akkusativ Singular | 1.     | /-j/     | /-j/    | /-mɑʔ/    |
| Akkusativ Singular | 2.     | /-t°/    | /-tj/   | /-tɑʔ/    |
| Akkusativ Singular | 3.     | /-tɑ/    | /-tj/   | /-tuːŋ/   |
| Restliche Formen   | 1.     | /-j/     | /-j/    | /-nɑʔ/    |
| Restliche Formen   | 2.     | /-n-t°/  | /-ʔ-tj/ | /-ʔ-tɑʔ1/ |
| Restliche Formen   | 3.     | /-n-ta/  | /-ʔ-tj/ | /-ʔ-tuːŋ/ |

#### Prädestinativ
Der Prädestinativ wird in beiden Varietäten durch das Suffix /-tɑ/ markiert. In den Nominativ- und Akkusativformen indiziert er einen beabsichtigten Besitz eines Objekts des Possessors. Im Genitiv indiziert er den beabsichtigten Gebrauch eines Objekts.

#### Prädikative Form von Nomina
Besonders in den nenzischen Sprachvariationen ist die prädikative Flexion von Nomina. Wenn das Nomen als Prädikat einer finiten Phrase auftritt, nimmt es die gleichen Person-Numerus-Suffixe an wie das intransitive Verb. Diese prädikativen Formen eines Nomens tauchen nur in nicht-Futur oder Vergangenheitsformen des Indikativs auf.

### Verbflexion
Folgende Struktur findet sich für Verben in beiden Varietäten:
Wortstamm – (Klitikon) – (Futur-Suffix) – (Evidentialität-Suffix1) – (Irrealis-Suffix) – (Evidentialität-Suffix2) – (Objektkongruenz-Suffix) – Subjektkongruenz-Suffix – (Suffix für Vergangenheit) – (Klitikon)

#### Numerus und Person
In beiden Varietäten finden sich drei Kongruenz-Suffixe: eine Subjektmarkierung, eine Objektmarkierung sowie eine reflexive Form.
Zudem finden sich vier Konjugationsklassen:
1. Intransitive Verben flektiert in der Subjektmarkierung
2. Intransitive Verben flektiert in der Reflexivmarkierung
3. Transitive Verben flektiert in der Subjekt- und Objektmarkierung
4. Labile Verben flektiert in der Objekt- und Reflexivmarkierung

#### Tempus
Das Tempussystem scheint in beiden Varietäten ähnlich. Beide enthalten drei Tempusformen, welche im Indikativ verwendet werden.
- Eine unmarkierte Zeitform, welche in der traditionellen Literatur teilweise auch ‚Aorist‘ genannt wird, beschreibt jedoch eher eine nicht-Futur-Zeitform. Im Zusammenhang mit perfektiven Verben bezieht sie sich auf die jüngste Vergangenheit. Im Zusammenhang mit imperfektiven Verben bezieht sie sich auf eine gleichzeitig zum Sprechakt stattfindende Handlung.
- Zudem findet sich das Futur. Im Tundra-Nenzischen: /-ŋku (-tʌ)/. Im Wald-Nenzischen: /-nɑ (-tɑ)/.
- Die letzte Zeitform markiert die Vergangenheit. Im Tundra-Nenzischen: /-sj° (-t͡sj°)/. Im Wald-Nenzischen: /-sj°/.

Die jeweiligen Futur- und Vergangenheitsmarker werden an jeweils anderen Stellen im Wort angehängt.

#### Modus und Evidentialität
Die nenzischen Sprachen verfügen über ein komplexes Modi-System, welche sich nicht nur semantisch, sondern auch morphosyntaktisch unterscheiden. Einige Unterschiede zwischen den Varietäten lassen sich feststellen.

##### Imperativ
Der imperative Modus ähnelt sich in beiden Varietäten und teilt sich in jeweils drei Kategorien: den ‚richtigen‘ Imperativ, den Hortativ und den Jussiv.
Der ‚richtige‘ Imperativ wird in der 2. Person eingesetzt und verwendet spezielle Suffixe für die 2. Person Singular in der Subjektkonjugation des Verbs, der Objektkonjugation des Verbs und der Reflexivkonjugation des Verbs.
Die Suffixe der 2. Person Dual und Plural sind identisch zum Indikativ.
Der Hortativ oder der Imperativ der 1. Person hat die jeweiligen Marker: im Tundra-Nenzischen /-xʌ/ und im Wald-Nenzischen /-xɑ/.
Der Jussiv oder auch der Imperativ der 3. Person hat in beiden Varietäten den gleichen Marker: /-jɑ/. Die westlichen Dialekte des Tundra-Nenzischen haben einen speziellen Jussiv-Marker für duale und im pPural stehende Objekte: /-dʌm/. In östlichen Wald- und Tundra-nenzischen Dialekten werden die jeweils korrespondierenden indikativen Formen verwendet.

##### Irrealis
Im Nenzischen gibt es 3 Modi. Folgende sind in der Variation des Tundra-Nenzischen zu finden:
- Der sogenannte Optativ bezeichnet aus der Sicht des Sprechers wünschenswerte kontrafaktische Situationen. Er wird mit folgendem Suffix markiert: /-ji/.
- Ein weiterer Modus, der Subjunktiv, wird mithilfe eines komplexen Suffixes: /-ŋku(-tʌ)...-sj°/ gebildet. Er kennzeichnet kontrafaktische Situationen, welche in der Apodosis von Konditional- oder Konzessionskonstruktionen verwendet werden.
- Der dritte Modus kann als emphatischer Optativ bezeichnet werden. Er wird folgend suffigiert: /-rʌwa(-ra)/.

Folgende drei, teils sich mit dem Tundra-Nenzischen überschneidende Modi sind im Wald-Nenzischen vorhanden:
- Hier sollte das Suffix /-ji/ (welches dem des Tundra-Nenzischen gleicht) eher als Subjunktiv verwendet werden. Es bezeichnet nämlich wünschenswerte, sowie kontrafaktische Situationen ohne Referenz zu etwas Wünschenswertem.
- Das Suffix /-nɑ(-tɑ)...-sj°/ wird genauso wie der Subjunktiv im Tundra-Nenzischen verwendet.
- Der emphatische Optativ findet sich hier auch mit dem Suffix: /-ɬɑmɑ(-ɬɑ)/.

##### Evidentialität
In beiden Varietäten gibt Evidentialität den Wissensgrad oder Typen einer Proposition an. Es existieren insgesamt fünf Suffixe, um Evidentialität zu markieren, wobei einige davon über mehrere, variierende semantische Bedeutungen verfügen. Innerhalb der Suffixe variieren die morphosyntaktischen Merkmale, z. B. in der Kongruenz von Person und Numerus. Es wurden auch Interaktionen zwischen Zeitform und Evidentialität gefunden, die z. B. Markierungen des Futurs blockieren können.

##### Epistemische Modi
Die jeweiligen epistemischen Modi variieren innerhalb der Sprachvarietäten.
Das Tundra-Nenzische verfügt über drei epistemische Modi:
- Der ‚Probabilitiv‘[1] drückt einen geringen Gewissheitsgrad einer auf kognitiven Informationen beruhenden Annahme aus. Diese Informationen können beispielsweise die Intention des Sprechers oder sein allgemeines Wissen umfassen. Dieser Modus verlangt ein obligatorisches evidentielles Suffix, das die Informationsquelle spezifiziert.
- Der ‚Approximativ‘[1] drückt auch einen geringen Gewissheitsgrad aus, beruht aber auf sensorischen Informationen. Diese können beispielsweise aus der direkten Wahrnehmung einer Situation stammen oder aus einer früheren persönlichen Erfahrung. Dieser Modus verlangt kein evidentielles Suffix, wenn der Sprecher die beschriebene Situation direkt beobachtet. Falls dies nicht der Fall ist, wird ein evidentielles Suffix benötigt.
- Der ‚Superprobabilitiv‘[1] drückt eine Annahme mit relativ hohem Gewissheitsgrad aus, ohne direkte Referenz der Informationsquelle. Dieser Modus wird nie mit evidentiellen Markern verwendet.

Zwar besitzt das Wald-Nenzische keine ‚probabilitiven‘ oder ‚superprobabilitiven‘ Marker, es scheint jedoch eine Art epistemische Hypothese zu geben, welche einen geringen Gewissheitsgrad ausdrückt. Dieser ist wie im Tundra-Nenzischen auf Informationen aus kognitiver Quelle aufgebaut und wird mithilfe einer periphrastischen Negationsstruktur mit umgekehrter Wortstellung ausgedrückt. Keine Suffigierungen werden verwendet. Es existieren jedoch trotzdem epistemische Annahmen sensorischer Natur, welche mit einem Suffix des ‚approximativen‘ Modus markiert werden.

#### Nicht-finite Verbformen
Beide Varietäten verfügen über acht nicht-finite Formen: vier Partizipien, zwei Aktionsnominale, ein Konditional und ein Konverb. Im Tundra-Nenzischen finden sich noch zwei weitere Formen: der ‚Evasiv‘ sowie das Supinum.
Nicht-finite Verben werden hauptsächlich als Prädikate von Nebensätzen verwendet. Die Partizipien, das Konditional, die Aktionsnominale und der ‚Evasiv‘ stehen in Subjektkongruenz der Person und des Numerus.

##### Partizipien
- Das Partizip /-nɑ (-tɑ)/ (in beiden Varietäten) wird typischerweise ausgehend von imperfektiven Verben geformt. Falls es von einem perfektivem Verb gebildet wird, gibt es an, dass es in einem Zustand endet, welcher im Moment von einer anderen Aktion fortgeführt wird.
- Das im Tundra-Nenzischen mit /-mi/ und im Wald-Nenzischen mit /-mæ/ markierte Partizip wird typischerweise aus perfektiven Verben gebildet. Die imperfektive Variante ist jedoch auch möglich. Das Partizip denotiert das passive oder aktive Perfekt.
- Das Tundra-Nenzische /-mʌntɑ/ und das Wald-Nenzische /-mɑntɑ/ markieren eine von einem früheren Standpunkt aus antizipierte Situation.
- Das letzte Partizip, im Tundra-Nenzischen /-mɑdɑwej/ und im Wald-Nenzischen /-βɑtɑmæ/, drückt eine Situation aus, die zu einem früheren Punkt antizipiert wurde, aber noch nicht eingetroffen ist.

##### Aktionsnominale
Aktionsnominale finden nur in Nebensätzen Verwendung und werden in beiden Varietäten mit /-m(j)ɑ/ markiert. Bezeichnet werden Situationen, die entweder gleichzeitig mit der durch das Hauptverb bezeichneten Situation oder einer unmittelbar daraus folgenden Situation auftreten. Die zweite Variante /-ʔm(j)ɑ/ bezieht sich auf eine Situation, die bereits vor dem Geschehen des Verbs eingetroffen ist.

##### Konditional
In beiden Varietäten drückt es Ungewissheit oder Vermutungen, mit einer Betonung des fehlenden Wissens, aus. Der Konditional kann sowohl in Haupt- als auch in Nebensätzen auftreten. In Nebensätzen bezeichnet er konditionelle, konzessiv-konditionelle oder iterativ-temporale Inhalte. In Hauptsätzen bezeichnet er ein breites Bedeutungsspektrum, dessen gemeinsame Komponente sich auf die epistemische Möglichkeit bezieht.

##### Evasiv
Der ‚Evasiv‘ findet nur Verwendung in Nebensätzen und bedeutet ‚stattdessen‘ oder im negativeren Sinne ‚um es nicht zu tun, damit nicht...‘.

##### Konverb und Supinum
Das Konverb und das Supinum werden nur adverbialen Nebensätzen verwendet. Das Konverb verfügt kontextabhängig über mehrere adverbiale Funktionen, während das Supinum eher eine zielgerichtete Aktion beschreibt.

##### Konnegativ
Das Konnegativ ist formal identisch mit dem Imperativ in der 2. Person Singular in der subjektiven Konjugation. Diese nicht-finite Verbform ist nicht deklinierbar, außer dass sie in einigen Fällen das Suffix des Futurs tragen kann.

### Negation
Die standardisierte Negation erfolgt in beiden Varietäten mithilfe einer periphrastischen Konstruktion. Diese besteht aus einem flektierten, negativen Auxiliar /njiː-/ (übersetzt: nicht), welches direkt von einem lexikalen Verb in der konnegativen Form gefolgt wird. Das Auxiliar trägt in diesem Fall alle flektierenden Morpheme des korrespondierenden lexikalen Verbs, außer dem Futur und den Aspektmarkern.
Neben des Auxiliars /njiː-/ bestehen noch weitere negierende Auxiliare mit einer leicht abweichenden Bedeutung. Zudem verfügen beide Varietäten über lexikalische Verben, welche eine zusätzliche negierende Bedeutung tragen und somit selbst Negation ausdrücken können, ohne sich auf ein zusätzliches Auxiliar zu verlassen. 
Folgende Zusätze und Ausnahmen gelten:
- Im Tundra-Nenzischen werden existenzielle, lokative und possessive Phrasen typischerweise mithilfe eines negierenden existenziellen Verbs gebildet.
- Bei der Negation von Aktionsnominalen werden das negierende Auxiliar und das lexikale Verb zusätzlich durch ein Morphem für nicht-finite Formen suffigiert. Das Auxiliar nimmt in diesem Fall weder Kasus- noch Personensuffixe an.
- Auch in der Negation des Kontinuativs und des Partizip Perfekts nehmen beide benötigte Verbformen die Form des Partizips an.
- Im prospektiven Partizip finden sich kaum Formen der Negation.
- Das abessive Partizip sowie der Evasiv werden nicht zusätzlich negiert, da sie an sich die Negation schon tragen.
- Das Supinum wird nicht negiert. Bei Ausnahmen wird statt des Auxiliars das Hauptverb negiert.

Beide Sprachen verfügen über negative Polaritätselemente, welche größtenteils von Fragewörtern abgeleitet werden.